# Mâu Thủy
Mâu Thủy (tên đầy đủ Mâu Thị Thanh Thủy, sinh vào ngày 5 tháng 3 năm 1992) là một á hậu, người mẫu, huấn luyện viên và giám khảo chương trình người Việt Nam, từng giành chiến thắng Vietnam's Next Top Model 2013, sau đó đoạt danh hiệu Á hậu Hoàn vũ Việt Nam 2017. Cô là một trong những người mẫu đầu tiên hoàn thành Tứ đại Tạp chí Việt Nam.

## Tiểu sử
Mâu Thị Thanh Thủy sinh ngày 3 tháng 5 năm 1992 tại Thành phố Hồ Chí Minh. Cha cô là người Việt gốc Hoa. Tuy nhiên cô cũng không thành thạo tiếng Hoa như bạn bè cùng trang lứa khác một phần do cha cô đã ít khi giao tiếp bằng tiếng Hoa và những người mà cô đã tiếp xúc nhiều chủ yếu là họ hàng bên ngoại của mẹ cô. Năm 2012, cô thử sức mình tại cuộc thi Hoa hậu Việt Nam và dừng chân sau vòng chung khảo phía Nam.
Năm 2013, cô đã giành ngôi vị Quán quân cuộc thi Vietnam's Next Top Model. Năm 2014, cô lọt danh sách 10 nữ nghệ sĩ được tìm kiếm nhiều nhất Việt Nam trên nền tảng Google, xếp ở vị trí thứ 5.
Năm 2020, cô thử sức với vai trò làm huấn luyện viên chương trình Model Kid Vietnam và làm giám khảo vòng casting cho Tuần lễ thời trang Việt Nam cùng Thùy Dương, Hương Ly, Quỳnh Anh.

## Thành tích
- Top 28 Siêu mẫu Việt Nam 2012
- Quán quân Vietnam's Next Top Model 2013
- Top 6 Nữ người mẫu có gương mặt đẹp nhất năm 2013 (do B-Beauties- VModel và nhiều chuyên gia quốc tế bình chọn).
- Top 9 Cuộc đua kỳ thú 2016
- Á hậu 2 Hoa hậu Hoàn vũ Việt Nam 2017
  - Thắng thử thách "Tôi phong cách"
- Á quân VietNam Why Not 2020

## Tạp chí
Mâu Thủy hiện nay đang sở hữu tổng cộng 37 bìa tạp chí trong nước lẫn ngoài nước. Cô là một trong những người mẫu đầu tiên hoàn thành Tứ đại tạp chí Việt Nam.
| Năm  | Tạp chí              | Tháng  |       |
| ---- | -------------------- | ------ | ----- |
| 2014 | F Magazine           | 01     |       |
| 2014 | BusinessWoman        |        |       |
| 2014 | Heritage Fashion     | 07-08  |       |
| 2015 | Phụ nữ ngày nay      |        |       |
| 2015 | Golf & Life          | số 118 |       |
| 2015 | Her World            | 08     |       |
| 2015 | Womenhealth          | 08     |       |
| 2015 | AsiaSpa              | 09-10  |       |
| 2015 | Haper's Bazaar       | 10     |       |
| 2015 | Heritage Fashion     | 10     |       |
| 2015 | F Magazine           | 11     |       |
| 2016 | Đẹp                  | 02     |       |
| 2016 | Essential            | 07     |       |
| 2017 | ELLE                 | 01     |       |
| 2017 | Travellive           | 02     |       |
| 2017 | Heritage Fashion     | 03-04  |       |
| 2017 | Heritage Fashion     | 03-04  |       |
| 2017 | Her World            | 05     |       |
| 2017 | Heritage Fashion     | 05-06  |       |
| 2017 | Dệt may & Thời trang | 06     |       |
| 2017 | L'Officiel           | 07     |       |
| 2018 | One 2...Fly          | 06-07  |       |
| 2019 | Haper's Bazaar       | 01     | [ 5 ] |
| 2019 | Heritage Fashion     | 05-06  |       |
| 2020 | Heritage Fashion     | 02-03  |       |

## Diễn xuất

### Phim truyền hình
- Cú hit trên không (2014) – vai An Nhiên

## Người mẫu quảng cáo

### Video quảng cáo
| Năm  | Brand / Tổ chức  | Sản phẩm / Campaign               | Ghi chú |
| 2016 | Pandora (Hoa Kỳ) | Pandora Jewelry                   |         |
| 2017 | Maybelline       | Lip Tint/ Kissing                 |         |
| 2017 | Maybelline       | Lip Tint/ Drinking                |         |
| 2017 | Maybelline       | Lip Tint/ Eating                  |         |
| 2017 | Maybelline       | Make It Happen                    |         |
| 2018 | Maybelline       | Don't Change Me, Fit Me x Monstar |         |
| 2018 | Maybelline       | Fit Me Foundation                 |         |
| 2018 | Long Beach Pearl | Elegant and Luxurious Pearls      | [ 6 ]   |
| 2018 | PNJ              | Magical Journey                   |         |
| 2019 | Pond's           | Pond's Age Miracle                |         |
| 2019 | Vietyacht        | Vietnamese Yachts                 |         |
| 2020 | Green Fitness    | Fitness and Yoga                  |         |

## Show diễn tiêu biểu
| Năm  | Vị trí     | Bộ sưu tập                | Khuôn khổ                                        | Nhà thiết kế/Brand | Ref    |
| 2012 | Model      | Elise Kim Collection      | Elle Fashion Show Fall/Winter 2012-2013          | Elise Kim          | [ 8 ]  |
| 2013 | Vedette    | Âm Dương                  | Chung kết Vietnam's Next Top Model               | Hoàng Minh Hà      |        |
| 2013 | First face | Gone With The Wind        | Thời trang và Đam mê                             | Phạm Đặng Anh Thư  | [ 10 ] |
| 2013 | Vedette    | BST Văn Kỷ                | Thời trang và Đam mê                             | Nguyễn Văn Kỷ      | [ 11 ] |
| 2014 | Vedette    | Thạch Động                | Thời trang và Đam mê                             | Nguyễn Hà Nhật Huy | [ 12 ] |
| 2014 | Vedette    | BST Tăng Thành Công       | Thời trang và Đam mê                             | Tăng Thành Công    | [ 13 ] |
| 2014 | Vedette    | Phong cách thượng đỉnh    | Thời trang và Đam mê                             | Umbrella Fashion   | [ 14 ] |
| 2014 | First Face | Phong cách thượng đỉnh    | Thời trang và Đam mê                             | Umbrella Fashion   | [ 14 ] |
| 2014 | First Face | BST Nguyễn Minh Quang     | Thời trang và Đam mê                             | Nguyễn Minh Quang  | [ 15 ] |
| 2014 | First Face | BST Hà Nhật Tiến          | Thời trang và Cuộc sống                          | Hà Nhật Tiến       |        |
| 2014 | Vedette    | BST Tăng Thành Công       | Thời trang và Cuộc sống                          | Tăng Thành Công    |        |
| 2014 | Vedette    | BST Tạ Nguyên Phúc        | Thời trang và Cuộc sống                          | Tạ Nguyên Phúc     |        |
| 2015 | First face | BST Xuân/Hè               | Thời trang và Nhân vật                           | Cashew             |        |
| 2016 | Vedette    | Magic Bow                 | Phong cách và Cuộc sống                          | Đỗ Long            |        |
| 2016 | First Face | Desert Storm              | Vietnam International Fashion Week               | Sandy Đoàn         |        |
| 2017 | Vedette    | BST Vũ Thu Phương         | Phoenix V Resort Fashion Show                    | Vũ Thu Phương      |        |
| 2017 | Vedette    | BST Hà Nhật Tiến          | Make It Happen                                   | Hà Nhật Tiến       |        |
| 2017 | Vedette    | BST Xuân Hè               | Marry Wedding Day                                | Lê Nguyễn An Nhiên |        |
| 2018 | Vedette    | Minh Hà x Harper's Bazaar | Vietnam International Fashion Week               | Hoàng Minh Hà      |        |
| 2019 | Vedette    | BST Xuân Hè               | Vietnam International Fashion Week Spring/Summer | Lý Giám Tiền       |        |
| 2019 | Vedette    | Phượng                    | Vietnam International Fashion Week Spring/Summer | Hà Linh Thư        |        |
| 2019 | Vedette    | Golden Woman              | Fashion Show                                     | Mâu Thủy, Phi Phạm |        |
| 2021 | First Face | Hái ổi                    | Triễn làm Expo                                   | Lý Quí Khánh       | [ 16 ] |

## Hoạt động khác

### Chương trình truyền hình
| Năm  | Chương trình/ Cuộc thi                                         | Vai trò             | Phát sóng trên | Kết quả/Ghi chú                        |
| ---- | -------------------------------------------------------------- | ------------------- | -------------- | -------------------------------------- |
| 2011 | Siêu mẫu Việt Nam                                              | Thí sinh            | VTV1           | Không                                  |
| 2012 | Hoa hậu Việt Nam                                               | Thí sinh            | VTV1           | Dừng chân sau vòng Chung khảo phía Nam |
| 2012 | Siêu mẫu Việt Nam                                              | Thí sinh            | VTV3           | Top 28                                 |
| 2013 | Vietnam's Next Top Model                                       | Thí sinh            | VTV3           | Chiến thắng                            |
| 2015 | Ghế không tựa                                                  | Khách mời           | VTV6           |                                        |
| 2015 | Vietnam's Next Top Model (Tập 1)                               | Giám khảo khách mời | VTV3           |                                        |
| 2016 | Cuộc đua kỳ thú                                                | Thí sinh            | VTV6           | Top 9                                  |
| 2017 | Hoa hậu Hoàn vũ Việt Nam                                       | Thí sinh            | VTV6           | Á hậu 2                                |
| 2018 | Vui sống mỗi ngày                                              | Khách mời           | VTV3           |                                        |
| 2018 | Ơn giời cậu đây rồi! (Mùa 5 - Tập 4)                           | Người chơi          | VTV3           |                                        |
| 2018 | Người bí ẩn (Mùa 5 - Tập 6)                                    | Người chơi          | HTV7           |                                        |
| 2018 | 7 Nụ cười Xuân (Mùa 2 - Tập 7)                                 | Khách mời           | HTV7           |                                        |
| 2018 | Nhanh như chớp (trò chơi truyền hình) (Mùa 1 - Tập 28, Tập 35) | Người chơi          | HTV7           |                                        |
| 2018 | Giọng ca bí ẩn (Mùa 1 - Tập 9)                                 | Người chơi          | HTV7           |                                        |
| 2018 | Sao Hỏa sao Kim (Tập 5)                                        | Khách mời           | HTV7           |                                        |
| 2019 | Quý ông đại chiến (Mùa 1 - Tập 8)                              | Khách mời           | VTV3           |                                        |
| 2019 | Ô hay gì thế này                                               | Người chơi          | VTV3           |                                        |
| 2019 | Người bí ẩn (Mùa 6 - Tập 1)                                    | Người chơi          | HTV7           |                                        |
| 2019 | Quý ông đại chiến (Mùa 2 - Tập 1)                              | Khách mời           | VTV3           |                                        |
| 2019 | Đấu trường âm nhạc (Mùa 2 - Tập 3)                             | Thủ lĩnh            | THVL1          |                                        |
| 2019 | 8 lạng nửa cân (Tập 5)                                         | Khách mời           | VTV9           |                                        |
| 2019 | Siêu bất ngờ (Mùa 4 - Tập 18)                                  | Người chơi          | HTV7           |                                        |
| 2019 | Tôi là Hoa hậu Hoàn vũ Việt Nam 2019 (Tập 8)                   | Mentor              | VTV9           |                                        |
| 2019 | Tôi tuổi Teen (Tập 4)                                          | Khách mời           | HTV7           |                                        |
| 2019 | Thiên đường ẩm thực (Mùa 5 - Tập 7)                            | Khách mời           | HTV7           |                                        |
| 2019 | Kỳ tài thách đấu (Mùa 3 - Tập 15)                              | Khách mời           | HTV7           |                                        |
| 2019 | Việt Nam Why Not                                               | Khách mời           | VTV9           |                                        |
| 2019 | Model Kid Vietnam (Mùa 1)                                      | Mentor              | Facebook       |                                        |
| 2020 | Vietnam's Next Top Model                                       | Model Mentor        | VTV            |                                        |
| 2022 | Tôi là Hoa hậu Hoàn vũ Việt Nam 2022                           | Mentor              | VTV9           |                                        |

### Huấn luyện viên
- Năm 2019, cô cùng Tuyết Lan và Hương Ly đảm nhiệm vai trò  Mentor của cuộc thi Model Kid Vietnam 2019[17]
- Năm 2022, Á hậu Mâu Thủy cùng Á hậu Kim Duyên  đảm nhiệm vai trò Mentor (Huấn luyện viên) cho cuộc thi Hoa hậu Hoàn vũ Việt Nam 2022.